# Голос країни (восьмий сезон)
Голос країни (восьмий сезон) —  українське вокальне талант-шоу виробництва «1+1 Продакшн». 
Тренерами нового сезону стали Джамала, Потап, Сергій Бабкін і Тіна Кароль. 
Прем'єра відбулася 28 січня 2018 року о 21-й годині на телеканалі «1+1».
Переможцем шоу стала — Олена Луценко.

## Наосліп
| Випуск  | Тренери та їхні учасники                                       | Тренери та їхні учасники                            | Тренери та їхні учасники | Тренери та їхні учасники                          |
| Випуск  | Кароль                                                         | Потап                                               | Джамала | Бабкін                                            |
| ------- | -------------------------------------------------------------- | --------------------------------------------------- | --- | ------------------------------------------------- |
| 01      | Олена Карась                                                   | Зіанджа Микита Трондін                              | Арсен Вітрецький | Дмитро Самко Христина Храмова Олена Луценко       |
| 02      | Михайло Сосунов Іван Ворон Катерина Сєвєрова                   | Владислав Мпангу Вікторія Ільчишена                 | Олексій Левкович Олександр Полежаєв                                                                                         | Валентин Біленький Юрій Каналош                   |
| 03      | Андрій Рибарчук                                                | Србуї Саргсян Олексій Баклан                        | Адріана Шевчук Маргарита та Віталіна Мороз Меріем Герасименко Ірина Федишин Єлизавета та Анна Соболєви Тріо "Girlz in jazz" | Зіновій Карач Роман Набожняк                      |
| 04      | Василь Демчук Мері Надемо Наталія Білоусова Квартет "Акорд"    | Микола Серезітінов Оксана Чорна                     | Анрі Болквадзе | Олександр Чекмарьов Юлія Коловертних              |
| 05      | Роман Смир Тріо «Nude Voices»                                  | Віолетта Литвиненко Микола Федишин Марина Кіладзе   | Анна Трінчер Ксенія Брідж Клеулія Даніель Данило Карачевський                                                               | Давид Стеблюк                                     |
| 06      | Віктор Данюк Надія Бондарук Дмитро Стоян Ліза Байрак Марта Рак | Настя Сирцова Аліна Русінова                        | Софія Кіструга | Олександр Ільвахін Марія Хурсенко Даніїл Фельдман |
| 07      | Ціла команда                                                   | Анастасія Кудрявченко Аліса Космос Роман П'ясецький | Вікторія Шостак | Еріка Джейнс Ольга Борин Анастасія Мацуцька       |
| Загалом | 16                                                             | 16                                                  | 16 | 16                                                |

## Бої
| Випуск | №  | Учасники                    | Учасники                    | Учасники                   | Учасники                   | Пісня                     | Тренер        |
| ------ | -- | --------------------------- | --------------------------- | -------------------------- | -------------------------- | ------------------------- | ------------- |
| 08     | 1  | квартет "Акорд"             | квартет "Акорд"             | Олена Карась               | Олена Карась               | Над морем                 | Тіна Кароль   |
| 08     | 2  | Дмитро Самко                | Дмитро Самко                | Зіновій Карач              | Зіновій Карач              | Way down we go            | Сергій Бабкін |
| 08     | 3  | Козак Сіромаха              | Козак Сіромаха              | Тріо "Girlz in Jazz"       | Тріо "Girlz in Jazz"       | Країна мрій               | Джамала       |
| 08     | 4  | Віолетта Литвиненко         | Віолетта Литвиненко         | Маріна Кіладзе             | Маріна Кіладзе             | No roots                  | Потап         |
| 08     | 5  | Олена Луценко               | Олена Луценко               | Ольга Борин                | Ольга Борин                | When we're high           | Сергій Бабкін |
| 08     | 6  | Клеулія Даніель             | Клеулія Даніель             | Олексій Левкович           | Олексій Левкович           | Too Good at Goodbyes      | Джамала       |
| 08     | 7  | Владислав Мпангу            | Владислав Мпангу            | Роман П'ясецький           | Роман П'ясецький           | О Мамо                    | Потап         |
| 08     | 8  | Василь Демчук               | Василь Демчук               | Дмитро Стоян               | Дмитро Стоян               | 24K Magic                 | Тіна Кароль   |
| 08     | 9  | Марія Хурсенко              | Марія Хурсенко              | Еріка Джейнс               | Еріка Джейнс               | Прірва                    | Сергій Бабкін |
| 08     | 10 | Арсен Вітрецький            | Арсен Вітрецький            | Меріем Герасименко         | Меріем Герасименко         | Take Me to Church         | Джамала       |
| 08     | 11 | Микола Серезітінов          | Микола Серезітінов          | Анастасія Сирцова          | Анастасія Сирцова          | Де би я                   | Потап         |
| 08     | 12 | Тріо "Nude Voices"          | Тріо "Nude Voices"          | Ліза Байрак                | Ліза Байрак                | New Rules & Work & Vidlik | Тіна Кароль   |
| 08     | 13 | Давід Стеблюк               | Давід Стеблюк               | Анастасія Мацуцька         | Анастасія Мацуцька         | Не моя                    | Сергій Бабкін |
| 08     | 14 | Данило Карачевський         | Данило Карачевський         | Ксенія Брідж               | Ксенія Брідж               | Love Yourself             | Джамала       |
| 08     | 15 | Мері Надемо                 | Мері Надемо                 | Надія Боднарук             | Надія Боднарук             | Alive                     | Тіна Кароль   |
| 08     | 16 | Зіанджа                     | Зіанджа                     | Олексій Баклан             | Олексій Баклан             | Summertime Sadness        | Потап         |
| 09     | 1  | Роман Набожняк              | Роман Набожняк              | Олександр Ільвахін         | Олександр Ільвахін         | Люди, як кораблі          | Сергій Бабкін |
| 09     | 2  | Анна Трінчер                | Анна Трінчер                | Софія Кіструга             | Софія Кіструга             | Blow Your Mind            | Джамала       |
| 09     | 3  | Анастасія Кудрявченко       | Анастасія Кудрявченко       | Оксана Чорна               | Оксана Чорна               | All That She Wants        | Потап         |
| 09     | 4  | Ірина Федишин               | Ірина Федишин               | Вікторія Шостак            | Вікторія Шостак            | Ти забув про мене         | Джамала       |
| 09     | 5  | Наталя Білоусова            | Наталя Білоусова            | Марта Рак                  | Марта Рак                  | Дикая вода                | Тіна Кароль   |
| 09     | 6  | Юрій Каналош                | Юрій Каналош                | Христина Храмова           | Христина Храмова           | Искала                    | Сергій Бабкін |
| 09     | 7  | Србуі Саргсян               | Србуі Саргсян               | Аліна Русінова             | Аліна Русінова             | Ти мій                    | Потап         |
| 09     | 8  | Андрій Рибарчук             | Андрій Рибарчук             | Іван Ворон                 | Іван Ворон                 | Too close                 | Тіна Кароль   |
| 09     | 9  | Маргарита та Віталіна Мороз | Маргарита та Віталіна Мороз | Адріана Шевчук             | Адріана Шевчук             | Човен                     | Джамала       |
| 09     | 10 | Катерина Сєвєрова           | Катерина Сєвєрова           | Віктор Данюк               | Віктор Данюк               | Faith                     | Тіна Кароль   |
| 09     | 11 | Юлія Коловертних            | Юлія Коловертних            | Олександр Чекмарьов        | Олександр Чекмарьов        | Impossible                | Сергій Бабкін |
| 09     | 12 | Анрі Болквадзе              | Анрі Болквадзе              | Єлизавета та Анна Соболєви | Єлизавета та Анна Соболєви | Someone like You          | Джамала       |
| 09     | 13 | Вікторія Ільчишена          | Вікторія Ільчишена          | Микола Федишин             | Микола Федишин             | Dusk Till Dawn            | Потап         |
| 09     | 14 | Валентин Біленький          | Валентин Біленький          | Даніїл Фельдман            | Даніїл Фельдман            | Тебе це може вбити        | Сергій Бабкін |
| 09     | 15 | Михайло Сосунов             | Михайло Сосунов             | Роман Смир                 | Роман Смир                 | Latch                     | Тіна Кароль   |
| 09     | 16 | Микита Трондін              | Микита Трондін              | Аліса Космос               | Аліса Космос               | Шлях додому               | Потап         |

## Нокаути
| Випуск | №                   | Учасники              | Пісня         | Тренер |
| ------ | ------------------- | --------------------- | ------------- | ------ |
| 10     |                     |                       |               |        |
| 1      | Олена Луценко       | Smoke on the Water    | Сергій Бабкін |        |
| 2      | Дмитро Стоян        | То, от чего без ума   | Сергій Бабкін |        |
| 3      | Олександр Чекмарьов | Yesterday             | Сергій Бабкін |        |
| 4      | Юрій Каналош        | Grenade               | Сергій Бабкін |        |
| 5      | Анастасія Мацуцька  | У неба попросим       | Сергій Бабкін |        |
| 6      | Дмитро Самко        | Парус                 | Сергій Бабкін |        |
| 7      | Марія Хурсенко      | My Heart Will Go On   | Сергій Бабкін |        |
| 8      | Роман Набожняк      | Стіна                 | Сергій Бабкін |        |
| 9      | Валентин Біленький  | All I Want            | Сергій Бабкін |        |
| 1      | Микола Серезітінов  | Say Something         | Потап         |        |
| 2      | Віолетта Литвиненко | Черемшина             | Потап         |        |
| 3      | Роман П'ясецький    | That's All I Want     | Потап         |        |
| 4      | Микита Трондін      | HIM                   | Потап         |        |
| 5      | Вікторія Ільчишина  | Свята                 | Потап         |        |
| 6      | Даніїл Фельдман     | Whatever It Takes'    | Потап         |        |
| 7      | Србуї Саргсян       | Dziwny jest ten swiat | Потап         |        |
| 8      | Оксана Чорна        | Ain't My Fault        | Потап         |        |
| 9      | Зіанджа             | Я исцелена            | Потап         |        |

| Випуск | №                  | Учасники                | Пісня       | Тренер |
| ------ | ------------------ | ----------------------- | ----------- | ------ |
| 11     |                    |                         |             |        |
| 1      | Анна Трінчер       | TDME                    | Джамала     |        |
| 2      | Анрі Болквадзе     | Attention               | Джамала     |        |
| 3      | Козах Сіромаха     | Монах                   | Джамала     |        |
| 4      | Арсен Вітрецький   | Gangsta                 | Джамала     |        |
| 5      | Адріана Шевчук     | Антарктида              | Джамала     |        |
| 6      | Ксенія Брідж       | You Know I'm No Good    | Джамала     |        |
| 7      | Христина Храмова   | What About Us           | Джамала     |        |
| 8      | Олексій Левкович   | Пробач                  | Джамала     |        |
| 9      | Ірина Федишин      | Вибачай                 | Джамала     |        |
| 1      | Мері Надемо        | Love on the Brain       | Тіна Кароль |        |
| 2      | Олексій Баклан     | River                   | Тіна Кароль |        |
| 3      | Катерина Сєвєрова  | Цвіте терен             | Тіна Кароль |        |
| 4      | Марта Рак          | Freedom                 | Тіна Кароль |        |
| 5      | Тріо "Nude Voices" | Never Gonna Give You Up | Тіна Кароль |        |
| 6      | Василь Демчук      | Pillowtalk              | Тіна Кароль |        |
| 7      | Альона Карась      | Попурри                 | Тіна Кароль |        |
| 8      | Михайло Сосунов    | Коли навколо ні душі    | Тіна Кароль |        |
| 9      | Андрій Рибарчук    | Dancing on My Own       | Тіна Кароль |        |

## Прямі ефіри

### Чвертьфінал
| Випуск | №  | Учасники            | Пісня                                                                | Тренер        |
| ------ | -- | ------------------- | -------------------------------------------------------------------- | ------------- |
| 12     | 1  | Анна Трінчер        | Ooops, I Did It Again                                                | Джамала       |
| 12     | 2  | Адріана Шевчук      | Рідна мати моя                                                       | Джамала       |
| 12     | 3  | Арсен Вітрецький    | УВЛИУВТ                                                              | Джамала       |
| 12     | 4  | Христина Храмова    | Don't Speak                                                          | Джамала       |
| 12     | 5  | Валентин Біленький  | Два кольори                                                          | Сергій Бабкін |
| 12     | 6  | Дмитро Самко        | Там, де нас нема                                                     | Сергій Бабкін |
| 12     | 7  | Олександр Чекмарьов | Who Wants to Live Forever                                            | Сергій Бабкін |
| 12     | 8  | Олена Луценко       | Я піду в далекі гори                                                 | Сергій Бабкін |
| 12     | 9  | Віолетта Литвиненко | Журавлі                                                              | Потап         |
| 12     | 10 | Србуї Саргсян       | New Rules                                                            | Потап         |
| 12     | 11 | Микита Трондін      | The World is Not Enough                                              | Потап         |
| 12     | 12 | Зіанджа             | Mamma Mia                                                            | Потап         |
| 12     | 13 | Дует "Nude Voices"  | Mash-up Star Wars, In the jungle, Don't worry be happy, Ghostbusters | Тіна Кароль   |
| 12     | 14 | Михайло Сосунов     | Creep                                                                | Тіна Кароль   |
| 12     | 15 | Альона Карась       | At last                                                              | Тіна Кароль   |
| 12     | 16 | Андрій Рибарчук     | Ще осінь зовсім молода                                               | Тіна Кароль   |

### Півфінал
| Випуск | №                                                                       | Тренер                                                                  | Учасники                                                                | Пісня |  |
| ------ | ----------------------------------------------------------------------- | ----------------------------------------------------------------------- | ----------------------------------------------------------------------- | ----- |  |
| 13     |                                                                         |                                                                         |                                                                         |       |  |
| 1      | Тіна Кароль                                                             | Михайло Сосунов                                                         | Cry Me A River                                                          |       |  |
| 2      | Тіна Кароль                                                             | Андрій Рибарчук                                                         | Chandelier                                                              |       |  |
| 3      | Михайло Сосунов, Андрій Рибарчук та Тіна Кароль «Ніжно»                 | Михайло Сосунов, Андрій Рибарчук та Тіна Кароль «Ніжно»                 | Михайло Сосунов, Андрій Рибарчук та Тіна Кароль «Ніжно»                 |       |  |
| 4      | Джамала                                                                 | Анна Трінчер                                                            | Не питай мене                                                           |       |  |
| 5      | Джамала                                                                 | Христина Храмова                                                        | Heaven                                                                  |       |  |
| 6      | Христина Храмова, Анна Трінчер та Джамала «I wanna dance with somebody» | Христина Храмова, Анна Трінчер та Джамала «I wanna dance with somebody» | Христина Храмова, Анна Трінчер та Джамала «I wanna dance with somebody» |       |  |
| 7      | Потап                                                                   | Србуї Саргсян                                                           | Run to you                                                              |       |  |
| 8      | Потап                                                                   | Микита Трондін                                                          | Квітка                                                                  |       |  |
| 9      | Потап, Србуї Саргсян та Микита Трондін «I Know What You Want»           | Потап, Србуї Саргсян та Микита Трондін «I Know What You Want»           | Потап, Србуї Саргсян та Микита Трондін «I Know What You Want»           |       |  |
| 10     | Сергій Бабкін                                                           | Дмитро Самко                                                            | Романс                                                                  |       |  |
| 11     | Сергій Бабкін                                                           | Олена Луценко                                                           | Минає день, минає ніч                                                   |       |  |
| 12     | Сергій Бабкін, Олена Луценко та Дмитро Самко «Come Together»            | Сергій Бабкін, Олена Луценко та Дмитро Самко «Come Together»            | Сергій Бабкін, Олена Луценко та Дмитро Самко «Come Together»            |       |  |

### Фінал
Перемогла Олена Луценко.
| Випуск        | №                              | Тренер                         | Учасники             | Пісня |
| ------------- | ------------------------------ | ------------------------------ | -------------------- | ----- |
| 14            |                                |                                |                      |       |
| Перша частина |                                |                                |                      |       |
| 1             | Потап                          | Србуї Саргсян                  | Human                |       |
| 2             | Тіна Кароль                    | Андрій Рибарчук                | Ніч яка місячна      |       |
| 3             | Джамала                        | Анна Трінчер                   | Candyman             |       |
| 4             | Сергій Бабкін                  | Олена Луценко                  | Ой, у вишневому саду |       |
| Друга частина |                                |                                |                      |       |
| 5             | Бабкін та Олена Луценко        | Бабкін та Олена Луценко        | Червона рута         |       |
| 6             | Джамала та Анна Трінчер        | Джамала та Анна Трінчер        | Crazy in Love        |       |
| 7             | Тіна Кароль та Андрій Рибарчук | Тіна Кароль та Андрій Рибарчук | Космічні почуття     |       |
| Третя частина |                                |                                |                      |       |
| 8             | Тіна Кароль                    | Андрій Рибарчук                | Закрили твої очі     |       |
| 9             | Сергій Бабкін                  | Олена Луценко                  | Колискові зорі       |       |

## Див.також
- Голос країни (перший сезон)
- Голос країни (другий сезон)
- Голос країни (четвертий сезон)
- Голос країни (п'ятий сезон)
- Голос країни (шостий сезон)
- Голос країни (сьомий сезон)